# Little Monk
Little Monk è una webserie del 2009 legata alla serie televisiva Detective Monk.
È composta da 10 webisodi incentrati sull'infanzia di Adrian Monk e del suo fratello Ambrose, interpretati rispettivamente da Aaron Linker e Chris Lizardi. La serie è stata diretta da Randall Zisk e scritta da Hy Conrad, Andy Breckman, Kevin Albright e Justin Brenneman.

## Webisodi
| nº | Titolo originale                       | Titolo italiano | Pubblicazione USA | Pubblicazione Italia |
| -- | -------------------------------------- | --------------- | ----------------- | -------------------- |
| 1  | Little Monk and the Missing Bracelet   |                 | 21 agosto 2009    |                      |
| 2  | Little Monk and the Business Boys      |                 | 28 agosto 2009    |                      |
| 3  | Little Monk and the New Kid            |                 | 11 settembre 2009 |                      |
| 4  | Little Monk and the Rubber Ball        |                 | 18 settembre 2009 |                      |
| 5  | Little Monk and the Monk Cousin        |                 | 25 settembre 2009 |                      |
| 6  | Little Monk and the Geography Bee      |                 | 9 ottobre 2009    |                      |
| 7  | Little Monk and the Saturday Rehearsal |                 | 16 ottobre 2009   |                      |
| 8  | Little Monk and the Balloon            |                 | 23 ottobre 2009   |                      |
| 9  | Little Monk and the Talent Show        |                 | 30 ottobre 2009   |                      |
| 10 | Little Monk and the Little Trophy      |                 | 6 novembre 2009   |                      |